# Holzhausen (Alling)
Holzhausen ist ein Gemeindeteil von Alling im oberbayerischen Landkreis Fürstenfeldbruck.

## Geographie
Das Kirchdorf Holzhausen liegt circa vier Kilometer westlich von Alling.

## Geschichte
Die erste urkundliche Erwähnung von Holzhausen erfolgte 776 als Holzhusun.
Am 1. Mai 1978 wurde die ehemals selbständige Gemeinde Holzhausen mit den Ortsteilen Angerhof und Neuried nach Alling eingegliedert. Die Gemeinde hatte eine Fläche von 411,16 Hektar. Das ehemalige Gemeindegebiet bildet die Gemarkung Holzhausen innerhalb der Gemeinde Alling. Zur Volkszählung 1987 hatte das ehemalige Gemeindegebiet 113 Einwohner, davon 89 im Kirchdorf Holzhausen, 9 im Angerhof und 15 in Neuried.

## Baudenkmäler
Siehe: Liste der Baudenkmäler in Holzhausen
- Katholische Filialkirche Heilig Kreuz, erbaut um 1400